# Mont de La Saxe
Il mont de La Saxe (pron. fr. AFI: [mɔ̃ də la saks] - m 2348) è una cima della Valle d'Aosta, nelle Alpi Pennine.

## Descrizione

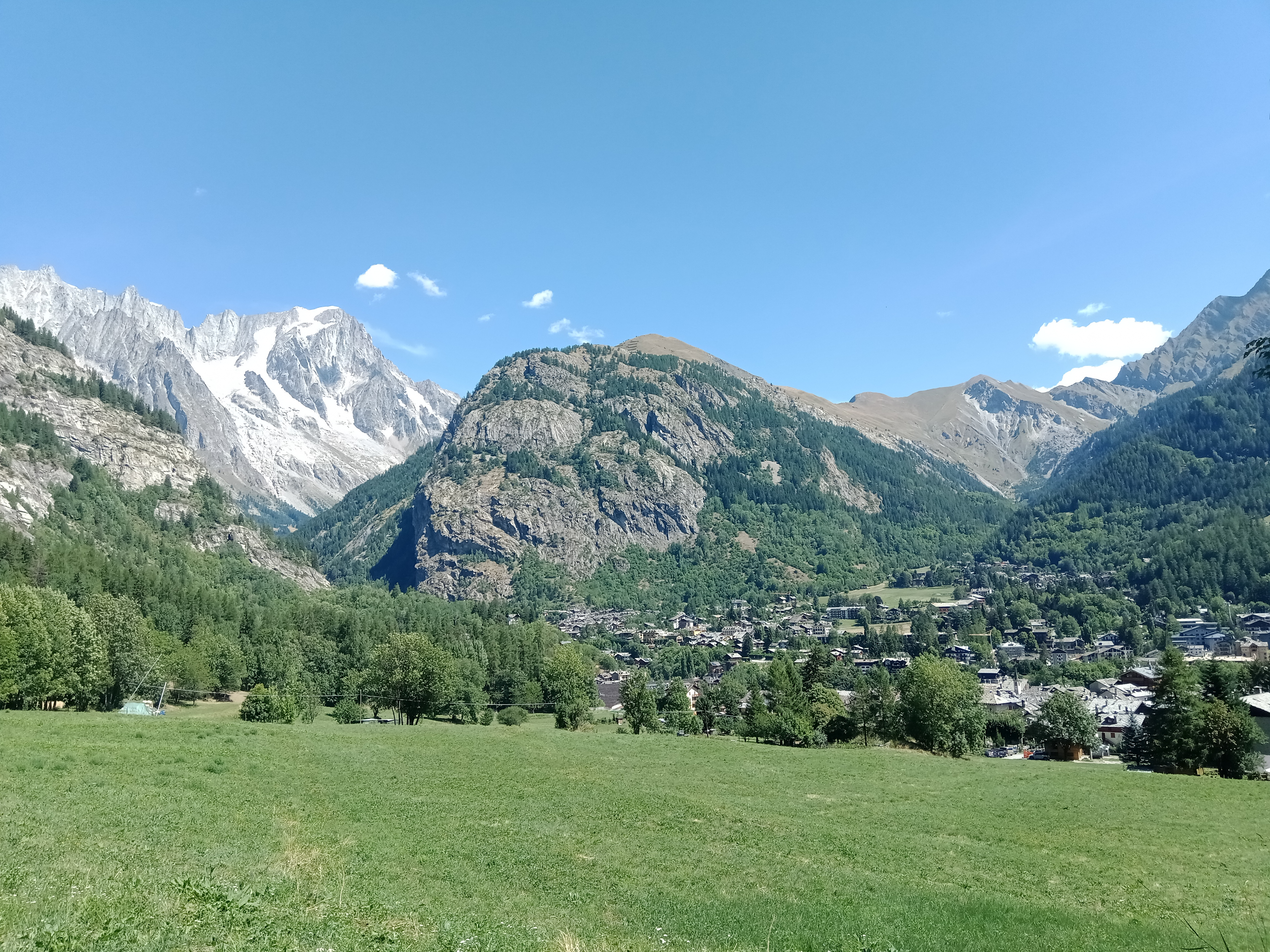
Vista della montagna.

Si erge a nordest della frazione omonima di Courmayeur, e separa la val Ferret dalla val Sapin. 
Caratterizzato da pendii sommitali prevalentemente erbosi, sostenuti sul versante sudest da imponenti pareti rocciose, è un frequentato punto panoramico sul gruppo del Monte Bianco. Per questa sua peculiarità, il luogo fu frequentato fin dai sec. XVIII e XIX dai viaggiatori dell'epoca, il più celebre dei quali fu certamente Horace-Bénédict de Saussure.

## Accesso
La salita alla vetta del mont de La Saxe è tipicamente escursionistica (E), priva di difficoltà tecniche; la via più breve parte dal ponte in località Neyron, poco a monte di Planpincieux, e raggiunge la cima lungo un sentiero in circa 2 ore 15 min, superando 760 m di dislivello; durante l'escursione, è possibile appoggiarsi al rifugio Giorgio Bertone, raggiungibile con una modesta deviazione dal percorso di salita.
Un itinerario alternativo, più lungo, sale direttamente da Courmayeur, più esattamente dalla frazione Villair, passando proprio per il rifugio Bertone.

## Cartografia
- Istituto Geografico Centrale - Carta n.4, 1:50000 - Massiccio del Monte Bianco
- Istituto Geografico Centrale - Carta n.107, 1:25000 - Massiccio del Monte Bianco, Courmayeur, La Thuile.